# John Hunt Morgan
John Hunt Morgan, född den 1 juni 1825 i Huntsville, Alabama, död den 4 september 1864 i Greeneville, Tennessee, var en amerikansk militär. 
Morgan slöt sig efter amerikanska inbördeskrigets utbrott (1861) till de konfedererade och uppsatte en sedermera vida beryktad skvadron, med vilken han 1862 och 1863 utförde en mängd synnerligen djärva strövtåg (raids) in på nordstaternas område, särskilt i staterna Kentucky, Indiana och Ohio. Hans trupper uppgick aldrig till 4 000 man, men med dem lyckades han döda och såra ungefär lika många på fiendesidan och tillfångata mer än 15 000 man, varjämte han flera gånger förstörde viktiga broar och järnvägsförbindelser samt dyrbar nordstatsegendom. Morgan, som i december 1862 blivit brigadgeneral, råkade den 26 juli 1863 i fångenskap, 
men lyckades (den 27 november samma år) gräva sig ut ur fängelset i Columbus, fick i mars 1864 befäl över de konfedererades trupper i sydvästra Virginia och östra Tennessee, men dog i strid under oklara omständigheter på hösten samma år. Hans underbefälhavare, Basil W. Duke, skildrade Morgans bedrifter i "History of Morgan's cavalry" (1867). 